# Samsung Pole Vault Stars 2013
24. Samsung Pole Vault Stars – halowy mityng lekkoatletyczny w skoku o tyczce, który odbył się 9 lutego 2013 w Doniecku (Ukraina).
Zawody były kolejną odsłoną cyklu European Athletics Indoor Permit Meetings w sezonie 2013.

## Rezultaty
| NR – rekord kraju |

|           | 1. miejsce        | Rezultat | 2. miejsce             | Rezultat | 3. miejsce           | Rezultat |
| Mężczyźni | Renaud Lavillenie | 5,85     | Konstandinos Filipidis | 5,80     | Siergiej Kuczerianu  | 5,70     |
| Kobiety   | Yarisley Silva    | 4,76 NR  | Anastasija Sawczenko   | 4,65     | Nikoleta Kiriakopulu | 4,60 NR  |